# Echeneis naucrates
Echeneis naucrates Linnaeus, 1758 è un pesce osseo marino appartenente alla famiglia Echeneidae.

## Descrizione
Come tutte le remore è caratterizzata soprattutto dalla presenza di una vistosa ventosa dorsale che in questa specie è piuttosto lunga poiché arriva fino all'altezza delle pinne pettorali. Ha corpo sottile e affusolato, con un peduncolo caudale molto fino. La pinna dorsale e la pinna anale sono piuttosto lunghe e presso l'estremità anteriore hanno un lobo rialzato ben definito. La mandibola è appuntita e di forma triangolare.
È di color bruno chiaro o grigiastro, attraversato da una striscia scura (più contrastata nei giovani) delimitata da due linee bianche, che si estende dal muso fino alla pinna caudale. La pinna caudale è nera con i due apici biancastri.
Misura fino a un metro.

## Biologia
Come tutte le remore instaura un repporto di foresia con altri grandi animali marini come squali, tartarughe marine o cetacei da cui si fa trasportare attaccandosi con la ventosa dorsale. È l'unica remora che può talvolta attaccarsi ai subacquei. Rispetto ad altri membri della famiglia si incontra con relativa frequenza da sola, non in associazione con un grande ospite.

### Alimentazione
Si nutre di pesciolini o avanzi del pasto del suo ospite.

### Riproduzione
Le uova sono pelagiche. Le larve molto piccole sono di colore giallo ed hanno la pinna caudale con un lobo filiforme mediano.

## Distribuzione e habitat
Il suo areale comprende tutte le aree calde e temperate degli oceani. Si tratta della remora più comune nei mari tropicali. Nel Mar Mediterraneo non è comune.
Rispetto ad altre remore frequenta acque più costiere.

## Pesca
Questo pesce non è oggetto di pesca specifica se non per essere utilizzato esso stesso come strumento di pesca. In molte regioni tropicali questi animali vengono saldamente legati per il peduncolo caudale e quindi liberati in mare. Quando hanno aderito ad un ospite vengono recuperati assieme ad esso.